# Sinobatis bulbicauda
Sinobatis bulbicauda és una espècie de peix de la família dels raids i de l'ordre dels raïformes.

## Morfologia
- Els mascles poden assolir 43,3 cm de longitud total i les femelles 56.[4]

## Hàbitat
És un peix marí, de clima tropical (5°S-31°S, 111°E-134°E) i demersal que viu entre 150-1.125 m de fondària.

## Distribució geogràfica
Es troba a Austràlia i Indonèsia.

## Observacions
És inofensiu per als humans.